# Egitania
Egitania (Civitas Igaeditanorum) era el nom donat pels sueus i visigots a una ciutat fundada pels romans a l'actual Portugal, que es correspon amb Idanha-a-Velha. Sota el domini dels Flavis rebé el títol de municipi. El seu nom, Egitania, s'anà alterant fins a quedar en el d'Idanha.

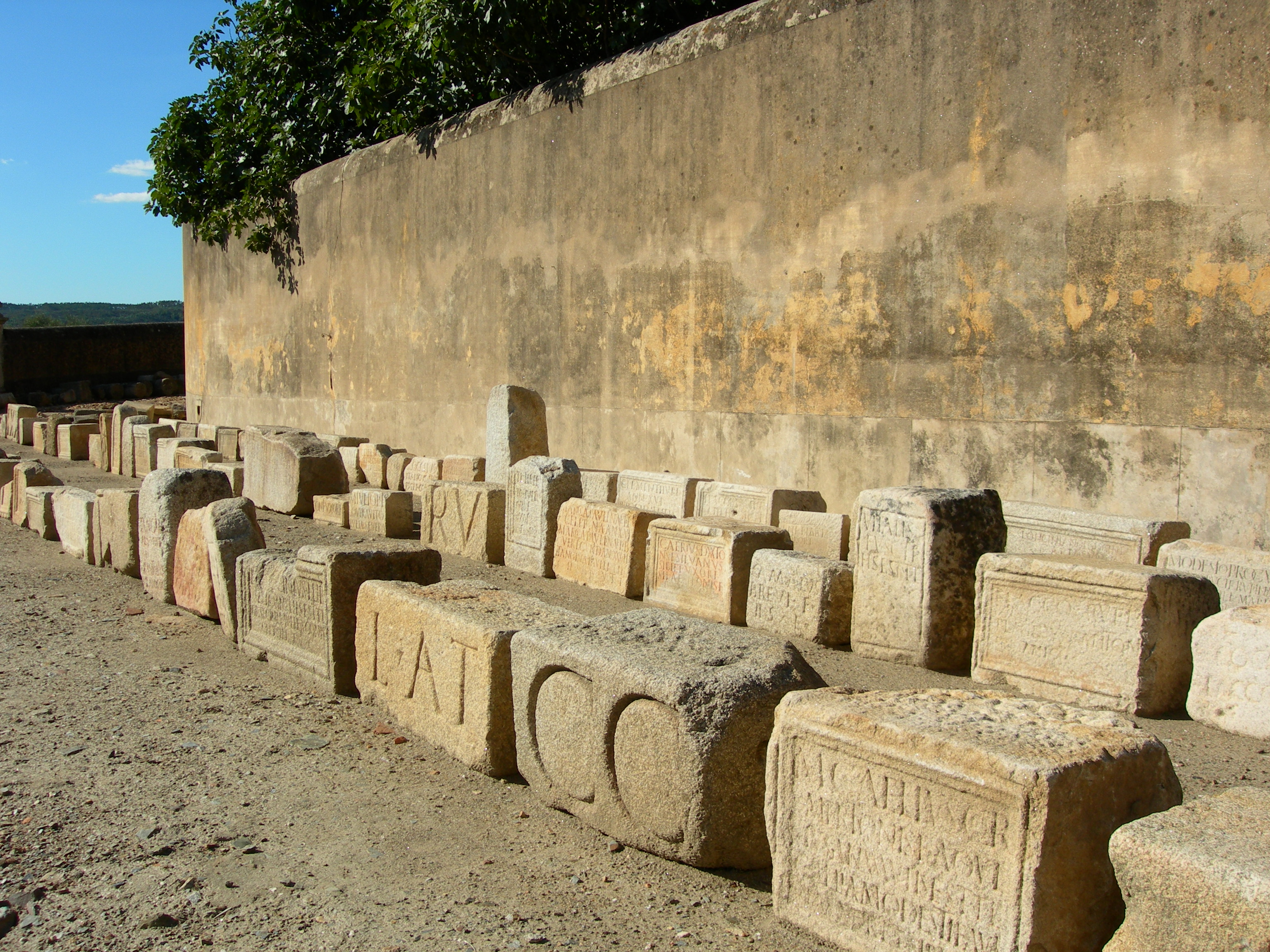
Inscripcions romanes procedents d'Egitania

Aquesta ciutat ocupa una gran àrea. Les prospeccions arqueològiques metòdiques s'iniciaren al 1955, pels arqueòlegs portuguesos Fernando de Almeida i Veiga Ferreira, que excavaren, fora de les muralles, part d'un edifici que podria ser un balneari romà. D'aquest període s'han localitzat les restes d'un pont sobre el riu Ponsul i trossos de calçades i portes romanes. Les troballes arqueològiques trobades són en dipòsit al Museu Lapidar Igedità António Marrocos i al Museu de São Dâmaso.
Els arqueòlegs hi descobriren extramurs una basílica visigòtica, un baptisteri paleocristià i una torre de l'homenatge edificada en temps medievals amb les restes d'un temple romà.
Amb anterioritat, i pels castres localitzats, s'atribueix a la població un origen cèltic. Del període visigòtic s'han trobat gran quantitat de monedes d'or encunyades a Egitania. Les muralles romanes tenen un perímetre de 750 m amb sis torres semicilíndriques, una de rectangular i dues portes.
Egitania consta com a diòcesi en les actes del concili de Lugo de 569, diòcesi que fou traslladada el 1199 a Guarda.